# Hyperolius protchei
Hyperolius protchei är en groddjursart som beskrevs av Alphonse Trémeau de Rochebrune 1885. Hyperolius protchei ingår i släktet Hyperolius och familjen gräsgrodor. IUCN kategoriserar arten globalt som otillräckligt studerad. Inga underarter finns listade i Catalogue of Life.